# Ober-Grafendorf
Ober-Grafendorf ist eine Marktgemeinde mit 4990 Einwohnern (Stand 1. Jänner 2025) im Bezirk St. Pölten in Niederösterreich.

## Geografie
Ober-Grafendorf liegt im Mostviertel in Niederösterreich. Die Fläche der Marktgemeinde umfasst 24,56 Quadratkilometer. 14,9 Prozent der Fläche sind bewaldet.

### Gemeindegliederung
Das Gemeindegebiet umfasst folgende 17 Ortschaften (in Klammern Einwohnerzahl Stand 1. Jänner 2025):
- Badendorf (12)
- Baumgarten (149)
- Ebersdorf (312)
- Fridau (120)
- Gasten (35)
- Gattmannsdorf (77)
- Gröben (28)
- Grub (29)
- Kotting (35)
- Kunning (auch Kuning) (18)
- Neustift (59)
- Ober-Grafendorf (3682)
- Reitzing (23)
- Rennersdorf (138)
- Ritzersdorf (90)
- Wantendorf (136)
- Willersdorf (47)

Die Gemeinde besteht aus den Katastralgemeinden Badendorf, Baumgarten bei Grafendorf, Ebersdorf, Fridau, Gasten, Gattmannsdorf, Gröben, Grub bei Obergrafendorf, Kotting, Kunning, Neustift bei Gasten, Obergrafendorf, Reitzing, Rennersdorf, Ritzersdorf, Wantendorf und Willersdorf bei Wantendorf.

### Nachbargemeinden
| Markersdorf-Haindorf            | Gerersdorf                                  | St. Pölten (P) |
| St. Margarethen an der Sierning | Kompassrose, die auf Nachbargemeinden zeigt |                |
| Bischofstetten (ME)             | Weinburg                                    | Wilhelmsburg   |

## Geschichte

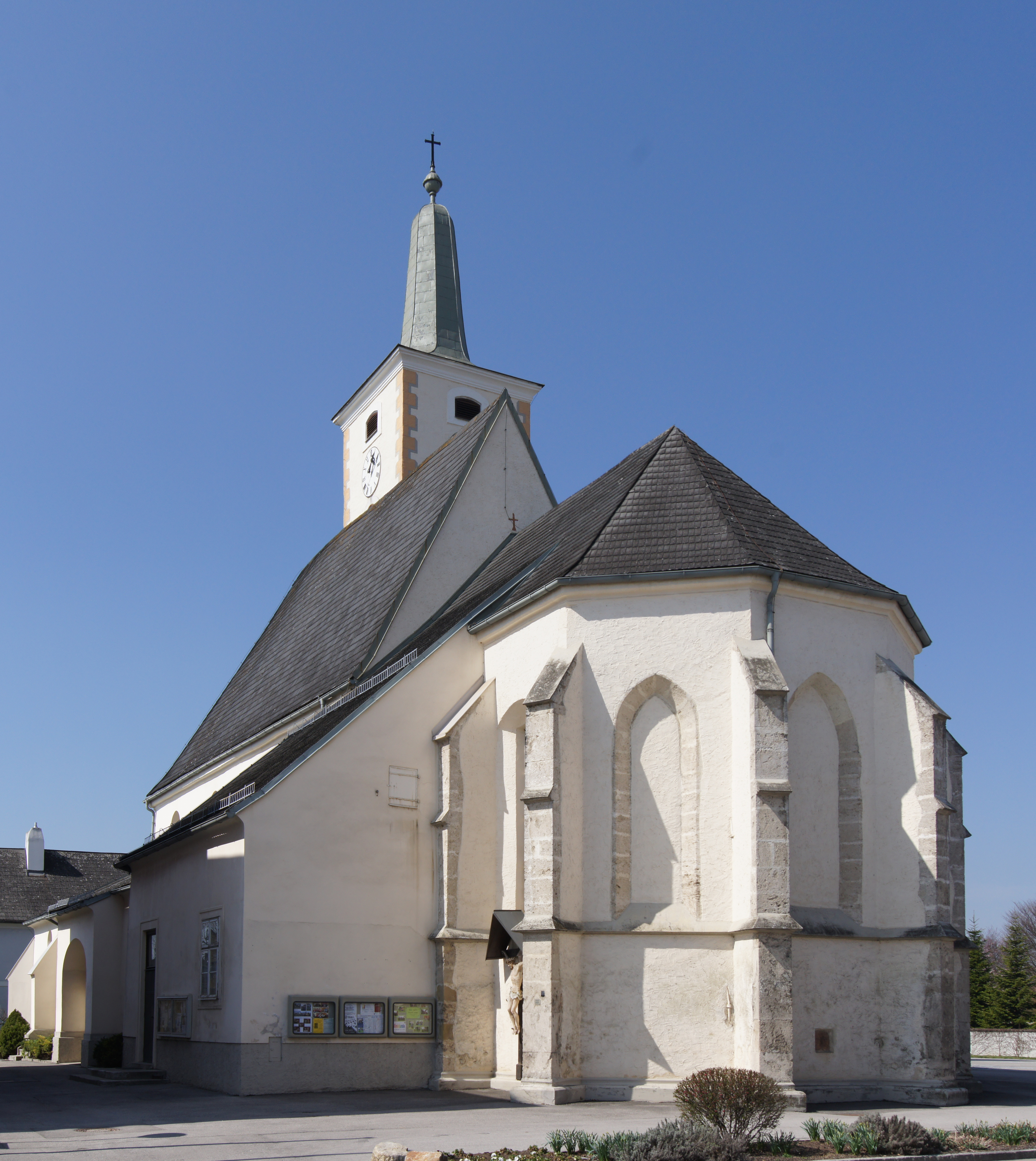
Die Pfarrkirche Ober-Grafendorf

Im Altertum war das Gebiet um Obergrafendorf Teil der Provinz Noricum, aus dieser Zeit datiert auch der an der Südseite der Kirche eingemauerte Römerstein, der an einen im Krieg gegen die Parther gefallenen römischen Soldaten erinnert (ca. 160–180 n. Chr.).
Das Ortsgebiet ist der Schnittpunkt einer aus dem Pielachtal kommenden, zur Donau führenden, alten Salzstraße und einer von den Römern benutzten Ost-West-Verbindung zwischen St. Pölten (Cetium) und Mank.
Zum ersten Mal schriftlich erwähnt wird „Grafendorf“ zu Beginn des 12. Jahrhunderts, als „Ober-Grafendorf an der Püelach“ wird es erstmals in einem Kirchenzinsbuch 1690 bezeichnet. Die Pfarre entstand Ende des 12. Jahrhunderts, die zugehörige Kirche im gotischen Stil wurde 1365 errichtet, ihr Turm allerdings erst 1545 fertiggestellt und im Jahre 1756 nochmals erhöht. Neben der Pfarrkirche ist das naheliegende Schloss Fridau das zweite historisch wertvolle Gebäude, urkundlich erwähnt wird es erstmals 1299. 1753 wurde das Neuschloss im Stil des Rokoko errichtet.
An die Zeit der Feudalherrschaft erinnert neben dem heutigen Marktwappen (zusammengesetzt aus den Wappen der Herrscher von Sinzing und Zagging) der sogenannte „Pranger Hansl“ in der Ortsmitte, eine Figur, die den ehemaligen Pranger zierte und auf die zweite Hälfte des 17. Jahrhunderts datiert wird. Ungefähr zur selben Zeit wurde dem Ort das Marktrecht verliehen, alten Dokumenten zufolge zwischen 1652 und 1656. 1683 wurde der Ort während der Türkenkriege im Zuge der Zweiten Türkenbelagerung Wiens geplündert und niedergebrannt, die Kirche wurde jedoch – abgesehen von der Verwendung als Pferdestall – verschont. Die Bewohner des Ortes fanden während des Angriffs Schutz im nahen Schloss Fridau, das nicht eingenommen wurde. 1741 wurde Ober-Grafendorf während des Österreichischen Erbfolgekriegs von den französischen Truppen geplündert. 1805 sowie 1809 waren es wieder Franzosen, die dem Ort während der Napoleonischen Kriege einen unliebsamen Besuch abstatteten.
Der erste gewählte Bürgermeister war Josef Sighart, ehemaliger Marktrichter, der 1850 von den Bürgern gewählt wurde, nachdem Kaiser Franz Joseph I. wegen der Ereignisse im Revolutionsjahr 1848 den Gemeinden mehr Freiheiten zugestand. 1898 wurde der Ort mit der Eröffnung der Pielachtalbahn (der ersten Ausbaustufe der Mariazellerbahn) wegen der hier beginnenden Abzweigung nach Mank („Krumpe“) zu einem kleinen Verkehrsknoten. 1959 wurde Ober-Grafendorf das Marktwappen verliehen.
Mit 1. Jänner 1972 wurde die bis dahin als Obergrafendorf geführte Gemeinde in Ober-Grafendorf umbenannt.

### Religionen
84,2 % der Bevölkerung sind römisch-katholisch. Zweitgrößte Gruppe ist der Islam, dem 4,5 % der Bevölkerung angehören. Evangelisch sind 1,6 %; 6,6 % der Bevölkerung sind ohne religiöses Bekenntnis.

### Einwohnerentwicklung
Nach dem Ergebnis der Volkszählung 2001 gab es 4650 Einwohner. 1991 hatte die Marktgemeinde 4551 Einwohner, 1981 4471 und im Jahr 1971 4109 Einwohner gehabt. Der Zuwachs der letzten zehn Jahre ist auf die positive Geburtenbilanz zurückzuführen.

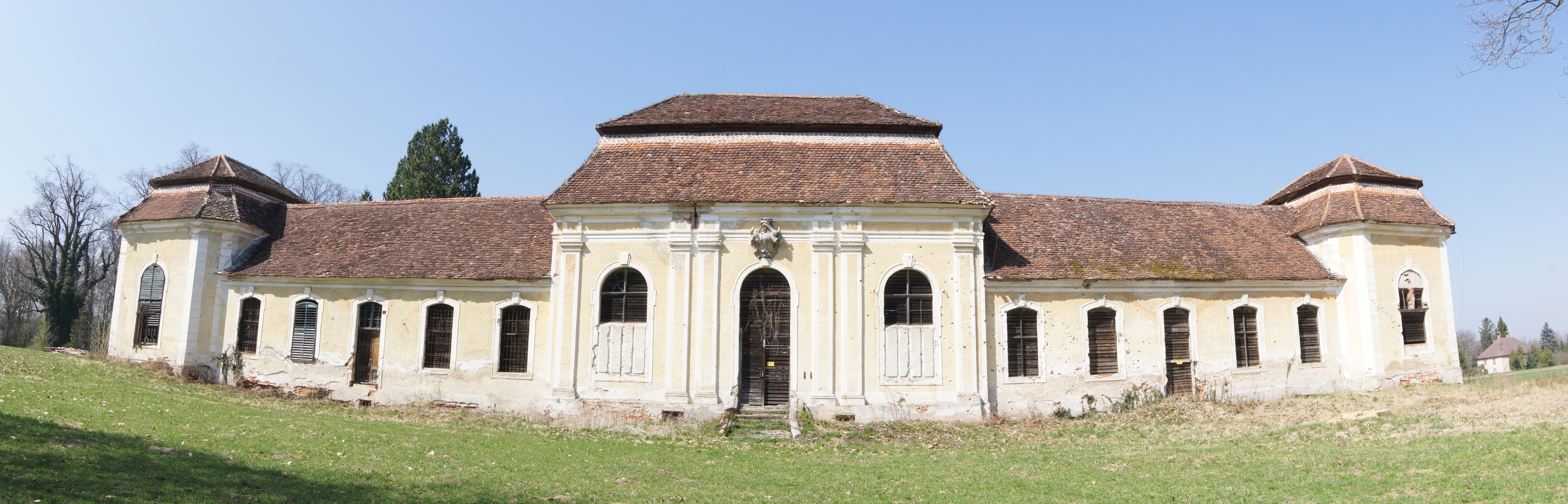
Schloss Fridau Orangerie

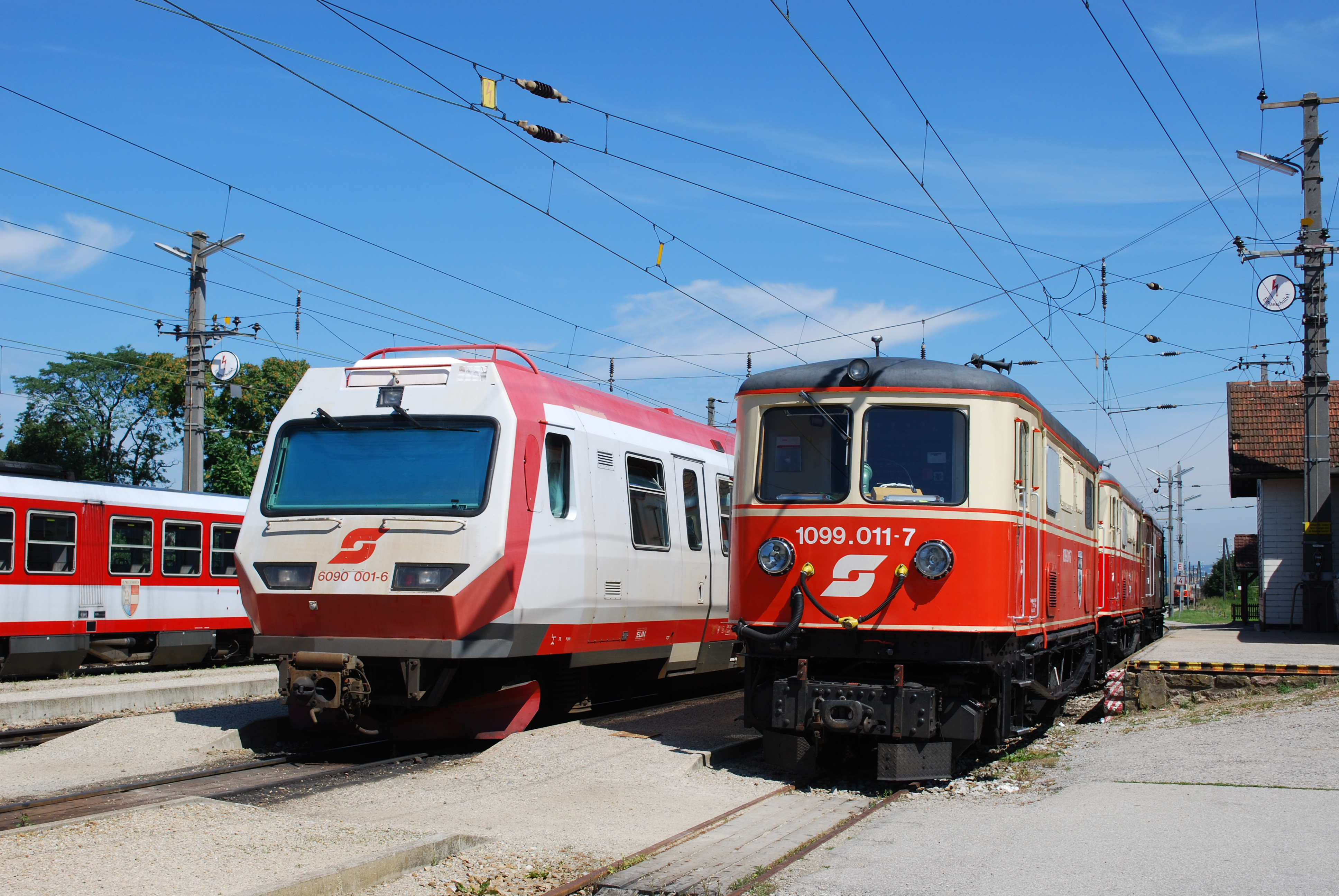
Mariazeller Bahn in Ober-Grafendorf

| Ober-Grafendorf: Einwohnerzahlen von 1869 bis 2025  | Ober-Grafendorf: Einwohnerzahlen von 1869 bis 2025 | Ober-Grafendorf: Einwohnerzahlen von 1869 bis 2025 | Ober-Grafendorf: Einwohnerzahlen von 1869 bis 2025 | Ober-Grafendorf: Einwohnerzahlen von 1869 bis 2025 |
| --------------------------------------------------- | -------------------------------------------------- | -------------------------------------------------- | -------------------------------------------------- | -------------------------------------------------- |
| Jahr                                                |                                                    |                                                    |                                                    | Einwohner                                          |
| 1869                                                | 1869                                               |                                                    | 2.378                                              | 2.378                                              |
| 1880                                                | 1880                                               |                                                    | 2.603                                              | 2.603                                              |
| 1890                                                | 1890                                               |                                                    | 2.932                                              | 2.932                                              |
| 1900                                                | 1900                                               |                                                    | 3.131                                              | 3.131                                              |
| 1910                                                | 1910                                               |                                                    | 3.311                                              | 3.311                                              |
| 1923                                                | 1923                                               |                                                    | 3.418                                              | 3.418                                              |
| 1934                                                | 1934                                               |                                                    | 3.514                                              | 3.514                                              |
| 1939                                                | 1939                                               |                                                    | 3.568                                              | 3.568                                              |
| 1951                                                | 1951                                               |                                                    | 3.683                                              | 3.683                                              |
| 1961                                                | 1961                                               |                                                    | 3.825                                              | 3.825                                              |
| 1971                                                | 1971                                               |                                                    | 4.109                                              | 4.109                                              |
| 1981                                                | 1981                                               |                                                    | 4.471                                              | 4.471                                              |
| 1991                                                | 1991                                               |                                                    | 4.551                                              | 4.551                                              |
| 2001                                                | 2001                                               |                                                    | 4.650                                              | 4.650                                              |
| 2011                                                | 2011                                               |                                                    | 4.591                                              | 4.591                                              |
| 2021                                                | 2021                                               |                                                    | 4.665                                              | 4.665                                              |
| 2025                                                | 2025                                               |                                                    | 4.990                                              | 4.990                                              |
| Quelle(n): Statistik Austria, Gebietsstand 1.1.2021 |                                                    |                                                    |                                                    |                                                    |

## Kultur und Sehenswürdigkeiten
- Pfarrkirche Ober-Grafendorf
- Schloss Fridau
- Mariazellerbahn

## Wirtschaft und Infrastruktur
In Ober-Grafendorf gibt es die weltweit erste Pilotanlage eines Wasserwirbelkraftwerks.

### Wirtschaftssektoren
Von den 61 landwirtschaftlichen Betrieben des Jahres 2010 wurden 41 im Haupt-, 19 im Nebenerwerb und 1 von einer juristischen Person geführt. Im Produktionssektor arbeiteten 586 Erwerbstätige in der Bauwirtschaft und 364 im Bereich Herstellung von Waren. Die wichtigsten Arbeitgeber des Dienstleistungssektors waren die Bereiche Handel (251), soziale und öffentliche Dienste (235), freiberufliche Dienstleistungen (72) und Beherbergung und Gastronomie (62 Mitarbeiter).
| Wirtschaftssektor            | Anzahl Betriebe | Anzahl Betriebe | Erwerbstätige | Erwerbstätige |
| Wirtschaftssektor            | 2011            | 2001            | 2011          | 2001          |
| ---------------------------- | --------------- | --------------- | ------------- | ------------- |
| Land- und Forstwirtschaft 1) | 61              | 80              | 89            | 94            |
| Produktion                   | 42              | 40              | 950           | 937           |
| Dienstleistung               | 206             | 158             | 743           | 722           |

1) Betriebe mit Fläche in den Jahren 2010 und 1999

### Schulen
In Ober-Grafendorf bestehen eine Volksschule, eine Mittelschule, eine Polytechnische Schule, eine Allgemeine Sonderschule, eine Musikschule sowie eine Ganzheitliche Privatschule für individuelles Lernen.

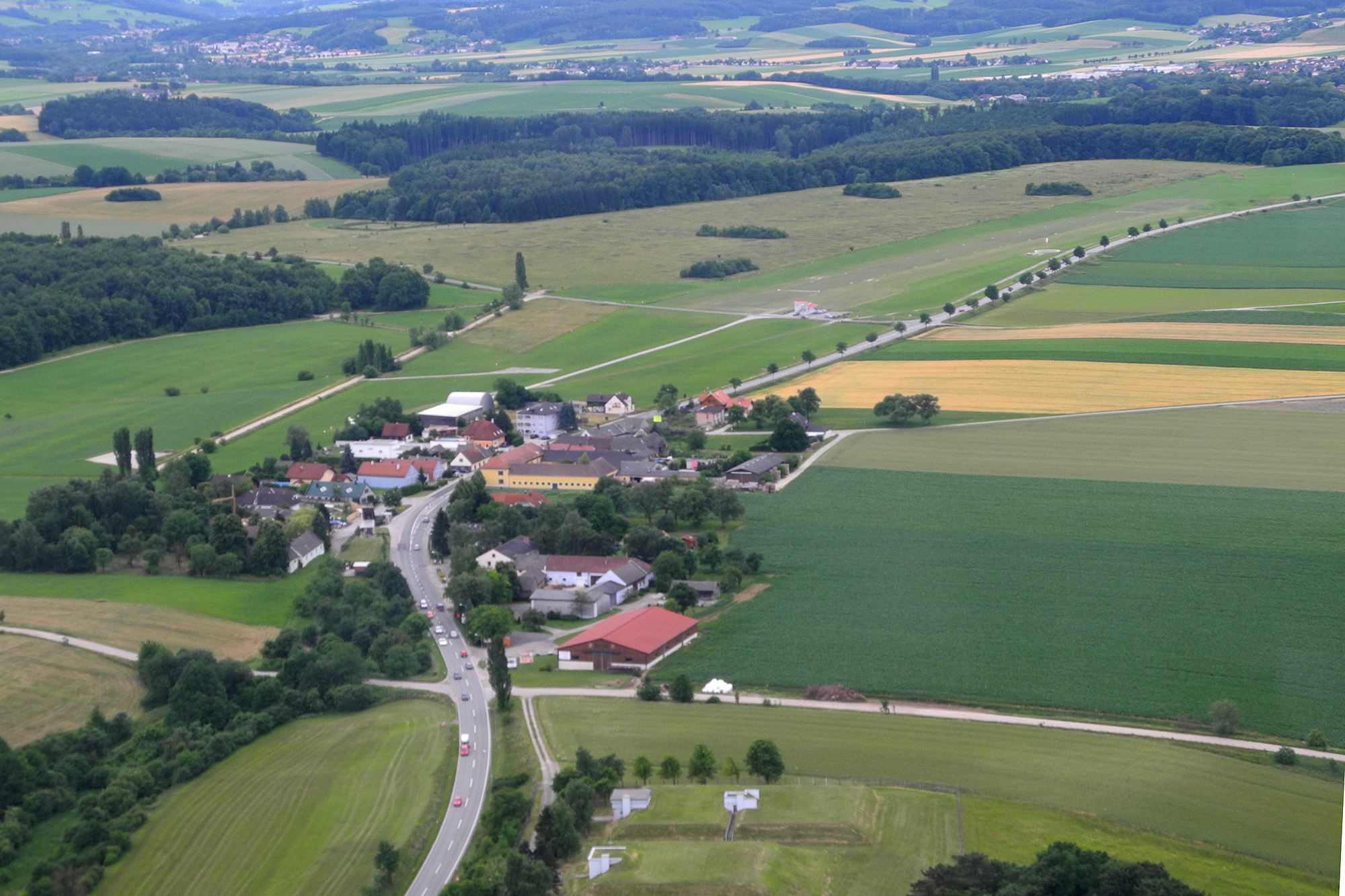
Flugplatz Völtendorf, im Vordergrund der Ort Völtendorf.

### Verkehr
- Eisenbahn: In Obergrafendorf befindet sich ein Bahnhof der Mariazellerbahn.
- Straße: Im Ort Obergrafendorf zweigt die Manker Straße B29 von der Pielachtal Straße B39 ab.
- Flugplatz: Im Nordosten der Gemeinde liegt der Flugplatz Völtendorf mit einer 500 Meter langen Graspiste.[9]

## Politik
Der Gemeinderat hat 25 Sitze, Bürgermeister der Marktgemeinde ist Rainer Handlfinger.
Bei der Gemeinderatswahl 2005 erreichte die SPÖ 15, die ÖVP 9 und die Grünen 1 Mandat. Bei der Gemeinderatswahl 2010 verlor die SPÖ drei Mandate, die ÖVP eines. Die FPÖ konnte mit 3 Mandaten in den Gemeinderat einziehen, die Grünen gewannen ein Mandat. Bei den Gemeinderatswahl 2015 konnte die SPÖ 4 Sitze hinzugewinnen, Grüne und FPÖ verloren je einen und die ÖVP 2 Sitze.
Die Gemeinderatswahl 2020 ergab folgenden Mandatstand: SPÖ 17, ÖVP 6, GRÜNE 1 und FPÖ 1.

## Persönlichkeiten
- Maria-Luise Egerer (* 1945), Landwirtin und ÖVP-Politikerin
- Erich Königsberger (* 1956), Polizeibeamter und FPÖ-Politiker
- Martin Riesenhuber (1876–1933), Archivar und Kunsthistoriker
- Adolf Sabelko (1890–1973), Kaplan und CSP-Politiker
- Robert Sigl (* 1943), Lokomotivführer und SPÖ-Politiker
- Clemens Steindl (* 1944), Pädagoge
- Arno Strohmeyer (* 1963), Historiker und Fechter
- Martha Zechmeister (* 1956), römisch-katholische Theologin
- Michael Ziegelwagner (* 1983), Schriftsteller
- Moritz Franz Beichl (* 1992), Schriftsteller und Regisseur